# Fricis Virsaitis
Fricis Virsaitis, latvijski general, * 1892, † 1943.